# Sangboy-Inseln
Die Sangboy-Inseln, englisch Sangboy Islands, sind eine kleine philippinische Inselgruppe in der Sulusee. Sie liegen im Norden des Sulu-Archipels, etwa 37 km nordwestlich der Insel Basilan.

## Geographie
Die aus zwei nahegelegenen Inseln (Sangboy Big und Sangboy Small) bestehende Gruppe ist üppig bewaldet und an der Ost- bzw. Westküste der jeweiligen Insel dünn besiedelt.

## Verwaltung
Die Inseln zählen zur philippinischen Provinz Basilan.